# Kanton Perpignan-7
Kanton Perpignan-7 (fr. Canton de Perpignan-7) je francouzský kanton v departementu Pyrénées-Orientales v regionu Languedoc-Roussillon. Tvoří ho severovýchodní část města Perpignan a sousedící obec Bompas.